# Buchlomimus nervatus
Buchlomimus nervatus là một loài thực vật có hoa trong họ Hòa thảo. Loài này được (Swallen) Reeder, C.Reeder & Rzed. mô tả khoa học đầu tiên năm 1965.